# Thomas Clark (Chemiker)

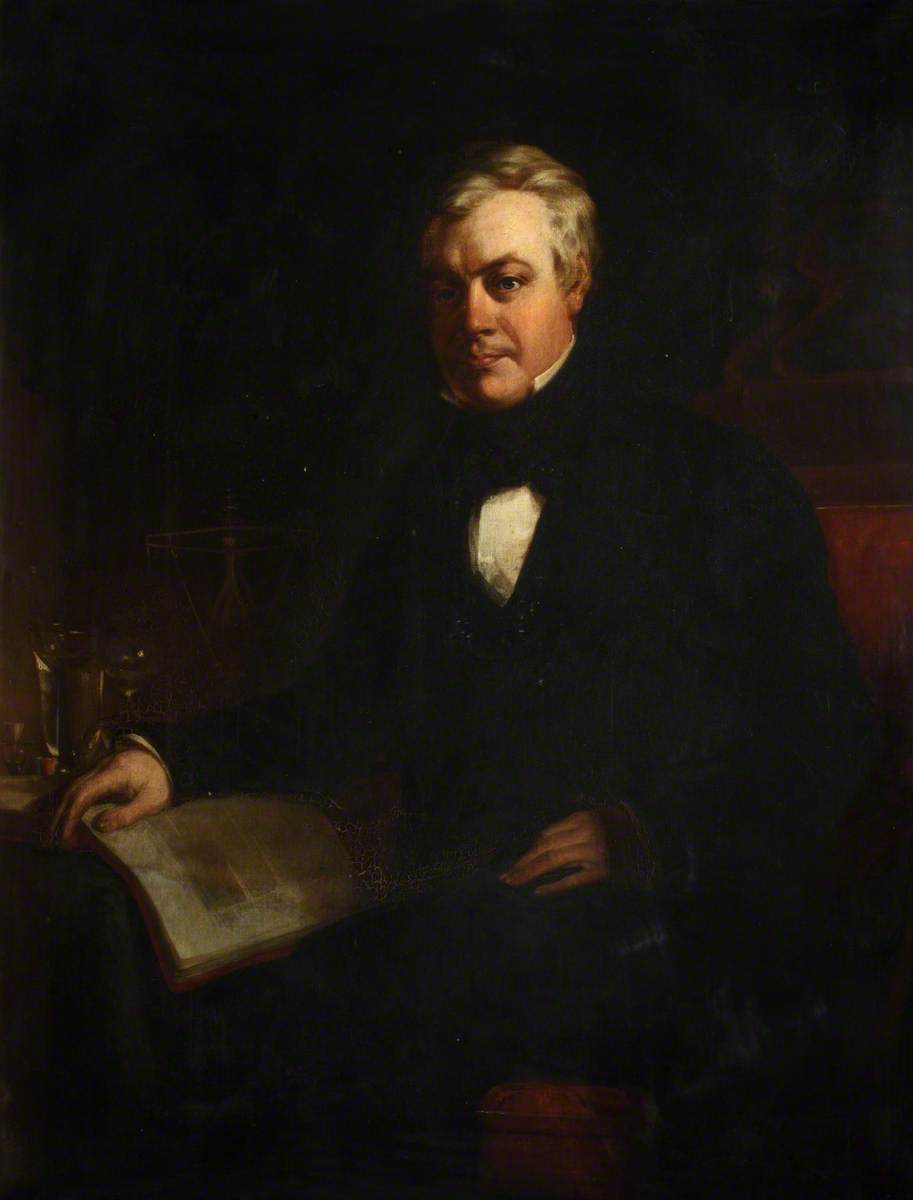

Thomas Clark (* 31. März 1801 in Ayr; † 27. November 1867 in Glasgow) war ein schottischer Chemiker.

## Leben
Clark war der Sohn eines Kapitäns und einer Näherin und besuchte die Ayr Academy. Danach arbeitete er in der Firma von Charles Macintosh und bei der Firma Tennant in Glasgow. Ab 1826 lehrte er Chemie an der Mechanic Institution in Glasgow und studierte nebenbei Medizin (M.D. Abschluss 1831), wobei er auch als Krankenhausapotheker arbeitete. 1833 wurde er Chemieprofessor am Marischal College in Aberdeen (der späteren Universität von Aberdeen).  Er gab die Lehre 1843/44 wegen Gesundheitsproblemen auf, war aber (durch den mit ihm befreundeten John Stuart Mill ernannt) im Universitätsrat und wurde bei Bildung der Universität Aberdeen 1860 offiziell pensioniert. Nachdem er seine Professur aufgab, befasste er sich mit der Geschichte der Evangelien.
Er untersuchte Natriumsalze der Phosphorsäure und entdeckte 1836 Tetranatriumdiphosphat. Die Arbeiten waren auch Anstoß der Beschäftigung von Thomas Graham mit unterschiedlichen Arten von Phosphorsäuren. Bekannt ist er vor allem durch die Einführung von Messverfahren und einer von der Regierung bald darauf eingeführten Skala für Wasserhärte (patentiert 1841) und ein Verfahren der Wasserenthärtung durch Waschen mit Kalkmilch.
Die englische Härteskala für Wasser (Englische Grad, Clark Degree oder einfach Clark) stammt von ihm. Sie entspricht einem grain (64,8 mg) Kalziumkarbonat pro Imperial Gallon (4,55 Liter) Wasser oder 14,254 ppm.